# Plionemertes constricta
Plionemertes constricta är en djurart som tillhör fylumet slemmaskar, och som beskrevs av Ernest F. Coe 1954. Plionemertes constricta ingår i släktet Plionemertes och familjen Dinonemertidae. Inga underarter finns listade i Catalogue of Life.